# Hockey su pista nel 1920-1929

## Contesto storico
- 1921: veniva disputata la prima edizione della Coppa delle Nazioni con la denominazione Torneo di Pasqua.
- 1924: il 21 aprile 1924 veniva creata a Montreux in Svizzera la Fédération Internationale de Roller Sports, la Federazione Internazionale di Pattinaggio. Promotore fu Fred Renkewitz, svizzero nato a Newcastle. Dopo aver fondato il Montreux Hockey Club Renkewitz approfittò della disputa di un torneo internazionale in quella località per riunire rappresentanti dei quattro club partecipanti all'hotel Kursaal e propose la creazione di una federazione internazionale di questo sport. All'atto della nascita la FIRS (all'epoca denominata “Bureau de la Fédération Internationale de Patinage a Roulettes”), si fece caricò di gestire e di amministrare le tre specialità del pattinaggio a rotelle (artistico, corsa e hockey pista).

Le nazioni costituenti furono quattro: Svizzera, Francia, Germania e Gran Bretagna. Il primo presidente della neonata federazione fu proprio Fred Renkewitz, carica che ricoprì fino al 1960.
- 1926: due anni dopo la nascita della FIRS, il 10 di aprile, si disputava il primo campionato europeo a Herne Bay in Inghilterra. Nel medesimo anno aderisco alla FIRS anche Italia e Belgio
- 1929: entrava nella FIRS il Portogallo.

Durante gli anni venti presero avvio i campionati nazionali d'italia, di Germania e della Svizzera.

## 1920
- Campionato francese:  Paris
- Campionato tedesco:  ERSC Stoccarda

## 1921
- Campionato francese:  Paris
- Campionato tedesco:  RSC Berlino
- Torneo di Pasqua 1921:  Montreux

## 1922
- Campionato francese:  Tourcoing
- Campionato italiano:  Excelsior Pola
- Campionato tedesco:  SVR Berlino
- Torneo di Pasqua 1922:  Montreux

## 1923
- Campionato francese:  Tourcoing
- Campionato italiano:  Sempione
- Torneo di Pasqua 1923:  Inghilterra

## 1924
- Campionato francese:  Rink Burdigalien
- Campionato italiano:  Sempione
- Coppa delle Nazioni 1924:  Inghilterra

## 1925
- Campionato francese:  Stade Bordelais
- Campionato italiano:  Triestina
- Campionato svizzero:  Montreux
- Coppa delle Nazioni 1925:  Inghilterra

## 1926
- Campionati europei 1926:  Inghilterra
- Campionato italiano:  Triestina
- Campionato svizzero:  Montreux
- Torneo di Pasqua 1926:  Stade Bordelais

## 1927
- Campionati europei 1927:  Inghilterra (Valevole anche come Coppa delle Nazioni)
- Campionato francese:  Stade Bordelais
- Campionato italiano:  Triestina
- Campionato svizzero:  Montreux

## 1928
- Campionati europei 1928:  Inghilterra
- Campionato francese:  Tourcoing
- Campionato italiano:  Triestina
- Campionato svizzero:  Montreux

## 1929
- Campionati europei 1929:  Inghilterra (Valevole anche come Coppa delle Nazioni)
- Campionato francese:  Stade Bordelais
- Campionato italiano:  Triestina
- Campionato tedesco:  ERSC Stoccarda
- Campionato svizzero:  Montreux

## Nazionale italiana
La nazionale italiana fece nel 1925 il suo esordio assoluto disputando la quinta edizione della Coppa delle Nazioni.

Nel 1926 gli Azzurri disputarono la prima edizioni dei campionati europei uscendo sconfitti in tutte e cinque gli incontri disputati.

Nel 1927 gli Azzurri disputarono la seconda edizioni dei campionati europei; contro il Belgio venne colta la prima vittoria in assoluto nella storia della nazionale.

Nel 1929 l'Italia arriva seconda agli europei di Montreux cogliendo cosi la sua prima medaglia ad una manifestazione ufficiale.

### Risultati stagione 1925
| Montreux aprile 1925 | Italia | 0 – 1 | Belgio |  |

| Montreux aprile 1925 | Italia | 0 – 3 | Francia |  |

| Montreux aprile 1925 | Italia | 3 – 5 | Germania |  |

| Montreux aprile 1925 | Italia | 1 – 9 | Inghilterra |  |

| Montreux aprile 1925 | Italia | 0 – 6 | Svizzera |  |

### Risultati stagione 1926
| Herne Bay aprile 1926 | Inghilterra | 14 – 0 | Italia |  |

| Herne Bay aprile 1926 | Francia | 4 – 0 | Italia |  |

| Herne Bay aprile 1926 | Germania | 6 – 1 | Italia |  |

| Herne Bay aprile 1926 | Italia | 0 – 7 | Svizzera |  |

| Herne Bay aprile 1926 | Belgio | 3 – 1 | Italia |  |

### Risultati stagione 1927
| Montreux aprile 1927 | Belgio | 0 – 3 | Italia |  |

| Montreux aprile 1927 | Inghilterra | 7 – 1 | Italia |  |

| Montreux aprile 1927 | Francia | 6 – 1 | Italia |  |

| Montreux aprile 1927 | Germania | 4 – 0 | Italia |  |

| Montreux aprile 1927 | Italia | 0 – 4 | Svizzera |  |

### Risultati stagione 1928
| Herne Bay aprile 1928 | Inghilterra | 5 – 1 | Italia |  |

| Herne Bay aprile 1928 | Francia | 3 – 2 | Italia |  |

| Herne Bay aprile 1928 | Germania | 4 – 3 | Italia |  |

| Herne Bay aprile 1928 | Italia | 1 – 1 | Svizzera |  |

| Herne Bay aprile 1928 | Belgio | 3 – 1 | Italia |  |

### Risultati stagione 1929
| Montreux aprile 1929 | Belgio | 1 – 2 | Italia |  |

| Montreux aprile 1929 | Inghilterra | 6 – 2 | Italia |  |

| Montreux aprile 1929 | Francia | 1 – 1 | Italia |  |

| Montreux aprile 1929 | Germania | 4 – 5 | Italia |  |

| Montreux aprile 1929 | Italia | 4 – 2 | Svizzera |  |